# Memphis, Florida
Memphis är en ort (CDP) i Manatee County, i delstaten Florida, USA. Enligt United States Census Bureau har orten en folkmängd på 7 848 invånare (2010) och en landarea på 8 km².